# Théâtre Dom Pedro V
Le Théâtre Dom Pedro V (伯多禄 五世 剧院), situé au Largo de Santo Agostinho, Macao, est l'un des premiers théâtres de style occidental en Chine. Le théâtre est un jalon important dans la région et demeure un lieu pour les événements publics importants et les célébrations aujourd'hui. Le Théâtre Dom Pedro V a été construit en 1860 par les portugais locaux pour célébrer leur roi, Pierre V. Le théâtre est néo-classique dans sa conception, intégrant un front portique sur un plan rectiligne.
En 2005, le théâtre est devenu l'un des sites du Centre historique de Macao admis sur la liste du patrimoine mondial de l'UNESCO.